# Bahaullah
Bahá'u'lláh var bahá'í-trons grundare – Mírzá Ḥusayn`Alí Núri –  född 12 november 1817 i Teheran i Iran, död 29 maj 1892 (74 år) i landsförvisning i Bahjí utanför Akko i nuvarande Israel. Han hade 1866 förts i fångenskap till den då ökända och malariadrabbade fängelsestaden Akko i provinsen Beirut i Osmanska riket, halvannan mil norr om Haifa. Bahá'u'lláh skrev (eller "uppenbarade") tusentals böcker och mindre skrifter kallade tafletter (tablets på engelska), samt många böner. Endast en bråkdel har översatts till engelska från persiska och arabiska, och från engelska till svenska ännu färre. Den samlade volymen, som är de bahá'í-troendes heliga skrifter, uppskattas till 15 gånger Bibelns omfattning och till mer än 70 gånger storleken på Koranen.
Husayn`Alí föddes som son till en inflytelserik adelsman, och släkten hade omfattande ägor i norra delen av Perserriket (som Iran kallades i Väst). Fadern, Mirzá Buzurg-i-Núri, tjänstgjorde som statsråd inom det kejserliga hovet i Teheran. Moderns namn var Khadijih Bagum. Bahá'u'lláh sades härstamma från både Abraham, profeten Zarathustra och Yazdigird, som var den siste konungen av den sasanidiska dynastin som härskade i Persien 226-651 e.Kr.
Bahá'u'lláhs längd har uppskattats till 162–165 cm. Han var således kortvuxen, även för att vara en iranier född i början av 1800-talet. Efter att ha burit en 50 kg tung kedja runt sin hals i fyra månader i fängelsehålan Siyah-Chal hösten 1852 minskade hans längd med några centimeter. Detta påpekande görs eftersom ett rykte vandrat runt på Internet om att Bahá'u'lláh skulle ha lidit av akondroplasi.
Bahá'u'lláh hävdade att mänskligheten är en enhet, även om majoriteten människor förvillats att se bara nationaliteter, hudfärger och "raser" (som var ett accepterat begrepp ända fram till 1960-talet, och fortfarande är det i exempelvis USA, men inte inom bahá'í-rörelsen). Mänskligheten måste göras medveten om denna enhet för att uppnå en känsla av samhörighet och därefter förenas i en bättre och fredligare värld. De kungar och valda ledare mänskligheten hade över sig måste mötas för förhandlingar i världsomfattande konferenser, göra uppriktiga insatser för att sluta fredsfördrag och för att kunna uppnå globala förbättringar. Bahá'u'lláhs krav, som han menade kom från Gud själv, handlar om världsfred, jämlikhet, rättvisa, allmän skolgång, ett vetenskapligt och kulturellt uppsving m.m. i det världssamhälle med övernationella institutioner som skulle växa fram under bahá'í-eran, som nu startat i och med hans egen och föregångaren Bábs proklamationer. En dramatisk utveckling av kommunikationerna skulle enligt Bahá'u'lláh vara motorn bakom globaliseringen, men när han levde hade endast telegrafen, järnvägen och ångbåtar uppfunnits.

## Gudsmanifestationen
Nedanstående citat är ett av Bahá'u'lláhs mest kända:
| ” | Den är sannerligen en människa, som idag viger sig åt tjänandet av hela mänskligheten. Det stora Väsendet säger: Välsignad och lycklig är han som står upp för att främja jordens folk och släktens högsta intressen. På ett annat ställe säger Han: Det tillkommer inte honom, att känna stolthet, som älskar sitt eget land, utan snarare honom som älskar hela världen. Jorden är blott ett land och mänskligheten dess medborgare.. | „ |

Bahá'u'lláh omnämns som både profet och budbärare i ett flertal böcker skrivna av hans efterföljare, men anser själv att den korrekta beteckningen är gudsmanifestation. Muhammed kan enligt Bahá'u'lláh behålla sin status som profeternas insegel (den siste profeten) eftersom profeternas tidevarv (Adams era) är över i världshistorien. Statusen som gudsmanifestation delar Bahá'u'lláh med Muhammed, Jesus, Moses, Zarathustra och andra viktiga religionsgrundare, men Bahá'u'lláh befinner sig i ett helt annat sammanhang än de tidigare. Han är nämligen den förste av gudsmanifestationerna som tack vare de nära förestående framstegen på informations- och kommunikationsområdena kan vända sig till hela mänskligheten på en gång. Tidigare gudsmanifestationer har framträtt hos ett visst folk med ett uppdrag som berörde den tidens problem och behov. Bahá'u'lláh klarlägger religionernas historiska utveckling som en evolution av Guds religion, en och samma tro som tjänar de olika behoven i sin tidsålder. Abraham, Moses, Buddha, Zarathustra, Krishna, Jesus, Muhammed, Báb och Bahá'u'lláh har varit gudsmanifestationer som följt på varandra, genom vilka Gud stegvis har uppenbarat avsikten med religion.
Bahá'u'lláh grundade  bahá'í-tron, som har sina rötter i babísmen, på 1860-talet genom en omstrukturering och pacificering av babismen, varvid över 95 procent av babierna anslöt sig till den nya läran under en 20-årsperiod. I slutet av sitt liv vände sig Bahá'u'lláh allt mer till de kristna eftersom mission av bahá'í i muslimska områden eller länder var totalförbjuden, och sonen och efterträdaren 'Abdu'l-Bahá reste i början av 1900-talet (när ungturkarnas revolution gav allmän amnesti till bl.a. religiösa fångar) till Europa och USA för att förklara sin fars lära.
Trots ett mycket rikt källmaterial finns förhållandevis få opartiska religionshistoriska studier kring Bahá'u'lláh och hans liv tillgängliga. Dagens situation i hans hemland Iran, där bahá'íer förföljs och många för bahá'íerna heliga platser förstörts, har givetvis förhindrat forskning på plats.  Universella Rättvisans Hus, som har ett mycket omfattande och för forskning öppet bibliotek av originalhandlingar, dokument och föremål, har liksom andra institutioner och enskilda personer knutna till bahá'í-tron givetvis publicerat mängder av böcker och avhandlingar om Bahá'u'lláh och andra personer samt om bahá'í och dess utveckling. Även om det inte finns någon anledning för bahá'í-troende forskare att överdriva eller lägga till falska uppgifter, skulle neutrala och opartiska biografier och studier bredda bilden av Bahá'u'lláh och bahá'í. Vetenskaplig belysning av bahá'í är möjlig tack vare det rika och oförstörda källmaterialet.
När det gäller personen Bahá'u'lláh och hans liv och gärningar bestod den "vetenskapliga forskningen" (om man bortser från bahá'íer som faktiskt har en professur eller doktorsgrad i till exempel religionshistoria) länge till övervägande del av studier gjorda i slutet av 1800-talet och början av 1900-talet av s.k. orientalister, vilka mer var "religions- och reseskildrare" från Europa och USA. De vetenskapliga metoder och den källkritik som används av dagens historiker, religionsforskare och religionshistoriker existerade inte förrän långt efter Andra världskriget, men nu har modern forskning börjat närma sig religionen bahá'í och de centrala figurerna i takt med att religionen har expanderat så kraftigt. Tack vare att mycket material finns bevarat finns goda möjligheter till tvärvetenskapliga studier, där forskare även från verksamhetsfält som arkeologi, språkvetenskap, psykologi, fysik samverkar. Detta sker också nu.

### Målet och medlen enligt Bahá'u'lláh
Bahá'u'lláhs centrala anspråk är att han är den sedan länge väntade universelle Budbäraren från Gud, vars uppgift är ingenting mindre än att etablera Guds rike på jorden. Det är en världscivilisation som ska etableras, och denna kommer med tiden att bli allt mer andlig. Denna kommer i sin tur att påverka medborgarnas karaktärer så att flertalets själar förädlas till den grad att de kommer att leva i Guds omedelbara närhet när deras kroppar dött. Bahá'u'lláh erbjuder således en kollektiv frälsning på sikt, vilket skiljer sig från de sionistiska religionerna judendom, kristendom och islam, vilka förespråkar individuell frälsning.,
Vidare är det enligt bahá'í-tron allt fler övertygade människor som successivt ska bygga förutsättningarna till detta Guds rike på jorden. Kristna förhoppningar om att Kristus ska återkomma och omedelbart belöna de rättfärdiga, anses vara ett påfund påhittat av människor efter Jesu död., Människor ska alltså omdana samhället, och Bahá'u'lláhs uppenbarelse är startpunkten för allt detta.
| ” | Världens jämvikt har rubbats genom det vibrerande inflytandet av denna största, denna nya världsordning. Mänsklighetens livsordning har omstörtats genom kraften i detta enastående, detta underbara system - vars like mänskliga ögon aldrig har skådat. (...) Tag er i akt så att ni inte vacklar i ert beslut att mottaga sanningen i denna Sak - en sak genom vilken Guds makts möjligheter har uppenbarats och Hans herravälde grundlagts. Skynda till Honom med ansiktet strålande av glädje. . | „ |

| ” | Detta är den dag på vilken Guds härligaste ynnest har flödat ut över människorna, den dag på vilken Hans allra största nåd har ingjutits i alla skapade ting. Det åligger alla världens folk att bilägga sina tvister och att vistas i fullkomlig enhet och frid i skuggan av det träd, som är Hans omsorg och godhet. (...) Bönfall den ende sanne Guden, att bevilja att alla människor nåderikt blir hjälpta att fullgöra det, som är behagligt i Vår åsyn. Snart skall den nuvarande ordningen vecklas samman och en ny vecklas ut i dess ställe. Sannerligen, din Herre talar sanning och Han är den som känner osynliga ting. . | „ |

Bahá'u'lláh anses visserligen inte ha förutsagt namnen på alla de institutioner och organ som nu växer fram på uppdrag av bahá'í-trons ledning, men han anses ha inspirerat till dem i sina skrifter och i samtalen med sin äldste son och efterträdare 'Abdu'l-Bahá, "Förbundets Centrum", som ledde tron från Bahá'u'lláhs död 1892 fram till sin egen bortgång 1921. 'Abdu'l-Bahá utpekade i sin tur sin äldste dotterson Shoghi Effendi (1897 – 1957) till "Beskyddare av Guds sak". Efter Effendi fanns det inte några ättlingar till Bahá'u'lláh att utpeka som ledare av bahá'í-tron, och en grupp kallad "Guds saks händer" arbetade därför snabbt fram konceptet för hur Universella rättvisans hus skulle inrättas, och de första nio männen som skulle leda Universella rättvisans hus valdes 1963 av representanter för de nationella andliga råd som få fanns i världen. Alla institutioner anses av de bahá'í-troende vara demokratiska till sin natur. Institutionerna ses som fröet till den nya världsordningen. De kan komma att förändras i framtiden, och nya organ och myndigheter kommer att tillkomma, men det är helt naturligt eftersom Bahá'u'lláhs uppenbarelse är framåtskridande och inte statisk. Begrepp som tillkommit efter Bahá'u'lláhs död för att beskriva skeendet är exempelvis "embryonal världsordning", "frö", "organisk utveckling", "evolution", "skapande inflytande", "assimilering". Bahá'í-tron är "en levande organism" som kommer att passera genom en serie stadier innan den uppnår sin mognad. Kristendomen ses som en statisk religion, eftersom det inte finns någon historisk process där Jesu lära utvecklats så ett sådant sätt att den kunnat utgöra grunden för en ständigt avancerande civilisation. Den har i stället ständigt frambringat nya riktningar och sekter.
Bahá'u'lláh uttryckte sig så här om hur en kristen måste tänka för att bli bahá'í-troende:
| ” | Sannerligen, Jesus sade: Följ mig så skall Jag göra er till människofiskare. I denna dag säger Vi emellertid: Följ Mig så att Vi kan göra er till mänsklighetens vederkvickare.. | „ |

### Bahá'u'lláhs förkärlek för monarki
Det råder ingen tvekan om att Bahá'u'lláh hade en förkärlek för styrelseskick med konungar, även om han (vad man hittills känner till) aldrig förespråkade att hela världen en dag skulle ledas av en upplyst konung direkt under Gud. Han var själv ättling till en serie persiska kungar som regerat under antiken. Hans far var rådgivare i shahens regering, men Bahá'u'lláh hade som ung inte visat något intresse för att delta i det världsliga härskandet.
I hans skrifter, översatta och ej översatta, finns mängder av passager där principen om kungamakten prisas. Det är helt klart upplysta och rättvist sinnade kungar som är bahá'í-lärans ideal. Sådana kungar ska betrakta sina folk som skatter och undvika att lägga bördor på dem, och deras styre och personliga levnadssätt ska kännetecknas av moderation och återhållsamhet. De ska vara garanter för rättvisan. Sådana kungar måste, bara de studerar den, erkänna Bahá'u'lláhs trossystem och ta på sig den högtidliga plikten att stå upp och garantera Guds saks triumf i sina länder.
Mer kända är hans brev till de kungar han inte såg som rättfärdiga. Han anses av de troende ha förutsett att de skulle falla som ett resultat av de bedrövliga katastrofer de ställde till med. Men att utifrån detta dra slutsatsen att Bahá'u'lláh förespråkat eller förutsett den definitiva utrotning av institutionen för kungamakten skulle faktiskt vara liktydigt med att en snedvridning av hans undervisning, menar sondottersonen Shoghi Effendi. Shoghi Effendi skriver emellertid också att Bahá'u'lláh i en taflett till Shaykh Salmán konstaterar att ett av tecknen på mänsklighetens mognad kommer att vara att ingen kommer att vara villig att bära bördan av konungskap. Endast i syfte att proklamera Guds sak (Bahá'u'lláhs lära) och sprida hans tro kommer någon att vara villig att bära denna allvarliga börda:
| ” | One of the signs of the maturity of the world is that no one will accept to bear the weight of kingship. Kingship will remain with none willing to bear alone its weight. That day will be the day whereon wisdom will be manifested among mankind. Only in order to proclaim the Cause of God and spread abroad His Faith will anyone be willing to bear this grievous weight. | „ |

Enligt en citatsamling i Bahá'í Reference Library skriver Bahá'u'lláh att "Även om ett republikanskt statsskick gagnar alla folk i världen, är ändock den majestätiska kungamakten ett av Guds tecken. Vi vill inte att de länder i världen skall förbli berövade av detta. Om de skarpsinniga kan kombinera de två (styrelse-)formerna till en, kommer deras belöning att vara stor i Guds närvaro." 

## Bland de tidigaste babierna

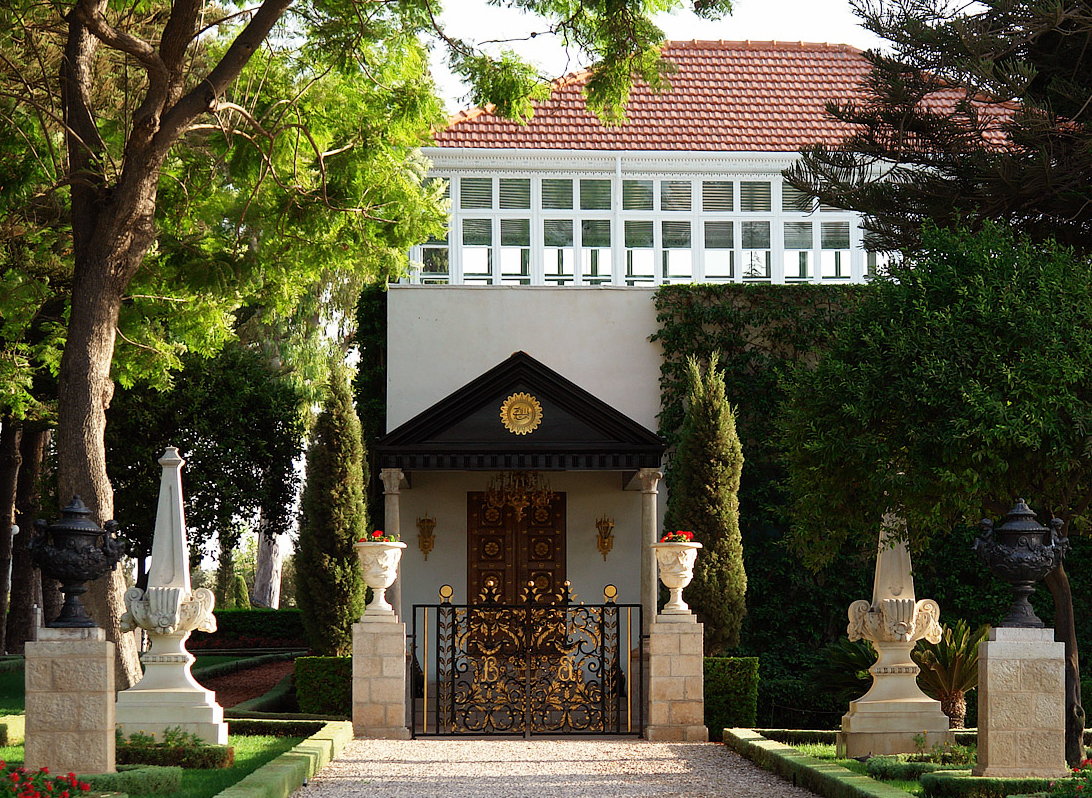
Efter Bahá'u'lláhs död 1892 gjordes det hus som han tillbringade slutet av sin fångenskap i (Bahji utanför Akko) om till gravkapell och pilgrimsmål.

Mírzá Husayn-`Alí var son till en av Persiens ministrar, Mírzá Buzurg Núrí, och visade större intresse för andliga frågor än för politik och sällskapsliv. I Persien vid den tiden var det vanligt att högre politiska poster gick i arv från fader till son, men Mírzá Husayn-Àlí visade inget som helst inget intresse för politik. Rådgivare till fadern och religiöst lärda uppmanade fadern att låta pojken gå sin egen väg, och i stället skola in en yngre bror i det politiska livet för att kanske få en ministerpost i shahens regering.
Vid sex års ålder hade Husayn-Àlí en mardröm. Han drömde att han simmade i havet, och där attackerades han av både fåglar från luften som fiskar vattnet, utan att bli skadad. Hans far kallade på en berömd drömtydare, och denne sade att barnet kommer att bli grundare av en stor sak, och att alla världens ledare och lärda kommer att attackera honom utan att kunna skada honom. Han kommer att förbli segerrik över dem alla.
Det finns inga berättelser om övernaturliga tilldragelser i barndomen som i flera andra religioner. Några källor anger att han ska ha tyckt om att göra promenader i ensamhet i naturen. Som tonåring briljerade han med sin mästerliga argumentation och förmåga att förklara. När hans mor klagade på att sonen var alltför kortvuxen ska fadern ha svarat: "Det är utan betydelse. Är du inte medveten om hans kapacitet och förmågor? En sådan intelligens! Och en sådan uppfattningsförmåga! Han är som en eldflamma. Till och med i denna unga ålder överträffar Han vuxna män".
Han hade flera syskon och halvsyskon eftersom hans muslimske far hade flera hustrur. År 1830, när Mírzá Husayn-Àlí var 13 år föddes en yngre halvbror, Mírzá Yahyá, som skulle komma att konkurrera med honom om ledarskapet för babierna efter Bábs martyrdöd 1850.
När Báb introducerade sina förslag till religiös förnyelse 1844 blev Mírzá Husayn-Àlí en anhängare till babismen redan samma år. Under de kommande åren blev han en ledande gestalt bland babierna i norr (Báb verkade från Shiraz i söder och Mírzá Husayn-Àlí levde i norr: I Teheran och på familjens lantställe i den nordliga provinsen Núr). Han fick av sina vänner smeknamnet Bahá (strålglans, prakt) för sin karismatiska förmåga att dra till sig nya anhängare till den förnyelse av islam som babismen vid den tiden representerade. Många möten hölls på hans familjs egendomar och Mírzá Husayn-Àlí var den som tillsammans med Tahirih kallade alla ledande babier till ett möte för att den nya rörelsen, medan Báb satt fängslad, skulle få ett strukturerat program och en handlingsplan. Mírzá Husayn-Àlí var emellertid inte inblandad i några av de regelrätta strider som utkämpades mellan etablissemanget och babierna.

## Frågan om Bahá'u'lláhs utbildning
Senare i livet hävdade Bahá'u'lláh att han aldrig fått någon religiös skolning som barn eller tonåring. Detta var viktigt eftersom profeten Báb tidigare hade sagt att Han-Som-Gud-Skall-Uppenbara, Världsundervisaren som snart skulle komma med Guds ord till dagens människor, skulle ha en mycket bristfällig utbildning (illetarate lyder Shoghi Effendis översättning från persiska till engelska).
Enligt Báb var ett av de viktigaste tecknen att söka efter för att igenkänna Världsuppenbararen just dennes alla kunskaper om och förståelse av Islam och andra religioner samt lärdom och sakkunskaper beträffande vetenskap, social utveckling, ekonomi, kultur m.m. – dessa skulle han ha fått från Gud och inte genom någon lärare eller skola.
Rakt motsatta påståenden hade halvbrodern Mírzá Yahyá, som när han gjorde anspråk på att vara Bábs efterträdare tog titeln Subh-i-Azal (Evighetens Morgon). Enligt den 13 år yngre Mírzá Yahyá och de babier som sporrade honom, ska Bahá'u'lláh ha fått en tämligen god skolutbildning och religiös skolning i barndomshemmet. Eftersom han varit en elev som alltid ställt väldigt många frågor till och fört diskussioner med sina lärare, kan Bahá'u'lláh betraktas ha varit högutbildad, hävdar vissa av de få babier som finns kvar idag. Den unge Husayn 'Ali far var minister i shahens regering, och familjen förväntade sig att Husayn 'Ali som äldste son skulle gå i faderns fotspår. Sådana ambitioner kräver ett större mått av förberedelser och utbildning. Enligt bahá'í-litteraturen   accepterade dock fadern snart att Husayn 'Ali hade en utpräglat andlig läggning och saknade allt intresse för administration eller en politisk karriär. Hans bakgrund kan emellertid ha spelat in när Bahá'u'lláh på 1860-talet skrev de berömda breven till världens makthavare om att verka för fred, nedrustning, utbildning och allmänt bättre villkor för undersåtarna.     
Det har ännu inte gått att belägga exakt vilken utbildning han fått, men det är känt att inom den persiska adeln i början av 1800-talet värderades talanger i sällskapslivet, skicklighet i ridning, jakt och fäktning, samt i poesi och kalligrafi samt allmänna kunskaper om Koranen.  Prästerskapet var ett speciellt stånd och skrivare, läkare och olika experter var personer som adelsståndet hade råd att anlita. De unga pojkarna förväntades leva ett bekymmersfritt liv och behövde ingen gedigen utbildning utom i arabiska. Adelsflickorna fick ingen verklig skolning överhuvudtaget. Bahá'u'lláh uppvisade i sina tidigaste skrifter mycket god kunskap om sufisk poesi och sufi-poeter som Jalal al-Din Rumi. Förmodligen lärde sig adelsbarnen att recitera sufimästarnas poesi utantill, vilket också var en tillgång i sällskapslivet. Sufi-poeterna producerade emellertid en mycket andlig lyrik som kan ha påverkat ett andligt intresserat barn som Mírzá Husayn-Àlí, och särskilt Rumi diktade mycket om enheten som ju är ett centralt begrepp inom bahá'í.

## Bahá'u'lláhs status som profet

Den allmänt vedertagna kalilgrafiska symbolen för Bahá'u'lláh, grundare av bahá'í-tron.

Bahá'u'lláhs anspråk är att han är den sedan länge väntade universelle budbäraren från Gud, vars uppgift är att etablera Guds rike på jorden. Han lade inte bara fram principer för hur individen ska leva, utan dessutom sociala principer som behandlar global rättvisa, ekonomi, världsfred, jämställdhet, utbildning. Han menade att i religioner som kristendomen är det enbart individen som frälses medan han själv förespråkade en omdaning av hela världssamfundet. Hans sondotterson Shoghi Effendi (1897 – 1957) skrev om den uppgift Bahá'u'lláh gett sina efterföljare: "Vi söker inte en personlig frälsning utan en frälsning för hela världen ... vårt mål är att skapa en världscivilisation, som i sin tur ska påverka individens karaktär."
Även om Husayn 'Ali fick en gedigen utbildning som barn och ung, och trots att han som Bahá'u'lláh förvisad till kosmopolitiska centrum som framför allt Konstantinopel/Istanbul mycket väl kan ha hört talas om nya vetenskapliga upptäckter och samhällsteorier, kan det inte förklara mångfalden och träffsäkerheten i de ämnen och företeelser han på 1860- och 1870-talet yttrade sig om och som hör 1900- och 2000-talen till. Som profet uttryckte han sig genom att beskriva men inte namnge framtida samhällsförändringar, uppfinningar och innovationer som i hög utsträckning förverkligats samt yttrade sig om dessa var bra eller dåliga i termer som  "Den håller fast vid Gud som..." respektive "Den kastar ifrån sig Guds skrift som..." Det är väl känt bland Baha'i-troende och religionsvetare att Bahá'u'lláh träffsäkert utpekade ett dussin kungar och kejsare som skulle störtas innan deras regentperiod var över, att stormakter som det Osmanska riket och Tyskland skulle falla. 
Mindre känt är att han bland mycket annat beskriver Rumtiden – ett begrepp som introducerades av den tyske matematikern Hermann Minkowski först år 1908 – för att förklara att Gud befinner sig utanför sin skapelse och Universums begränsande diemensioner. Vidare att Bahá'u'lláh i klara ordalag förklarar att samhällssystem där man avskaffar enskilt ägande av företag och löneicitamentet faller samman på grund av ekonomisk kollaps, att han tillsammans med sonen 'Abdu'l-Bahá beskriver den nationalekonomiska modell som John Maynard Keynes lanserade först 1936, varnar för inbördeskrig och våldsamheter i nya nationer som tidigare varit kolonier och fått en frihet de tidigare saknat över "en natt", utpekar tillkomsten av en organisation som FN som ett första steg mot ett världssamhälle, skriver om det framtida internationella kommunikationssystem som ska omsluta hela planeten, vara fritt från alla nationella begränsningar och hinder, fungera med otrolig snabbhet och möjliggöra för människor att enkelt utbyta information med och knyta vänskapsband med andra människor på andra sidan jorden.
Bahá'u'lláh använder beteckningen "Gudsmanifestation" om sig själv och de andra stora religionsgrundarna. Detta har ofta felaktigt, och ibland medvetet, använts för att anklaga Bahá'u'lláh för att utge sig för att vara Gud. Begreppet står för att Moses, Jesus, Muhammed, Bahá'u'lláh och de övriga är andliga speglar som återkastar skenet från "Den Andliga Solen", som är Gud. Enligt bahá'í-läran går Den Andliga Solen upp varje gång mänskligheten är mogen att ta emot ett nytt budskap från Gud. Gud väljer ut "en ren och fläckfri själ" för att föra ut sitt budskap. Denna människa utplånar i princip sitt mänskliga jag för att till 100 procent fungera som en perfekt spegel och blir, enligt bahá'í-terminologin, ett "Guds Saks Tempel". Gudsmanifestationen manifesterar dock bara en bråkdel av den kunskap som skulle kunna komma från Gud – Den Andliga Solen visar bara upp en sida av ljusklotet och det är den som Gudsmanifestationen återspeglar. Gudsmanifestationen är i den bemärkelsen endast ett verktyg som har begränsad kunskap om Gud, men gudomlig i det att det mänskliga undertryckts fullständigt för att den andliga spegeln ska vara så perfekt som möjligt.

## Livet i fångenskap inleds

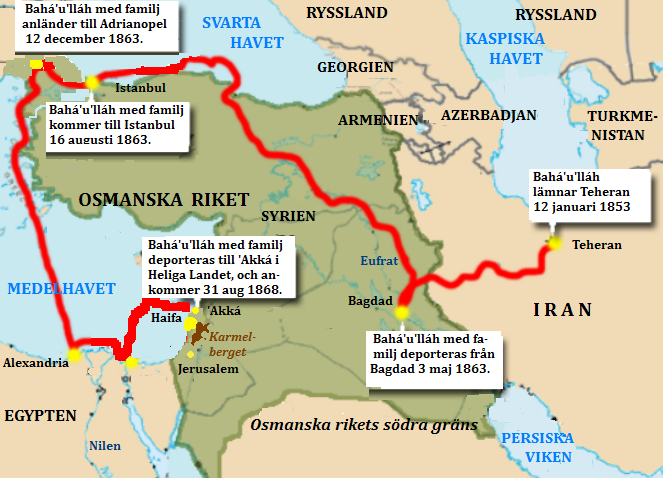
Mitt i vintern 1853 utvisades Bahá'u'lláh från Iran till Bagdad i det Osmanska riket. När hans anhängare blev för många, förvisades han år 1863 ända bort till den europeiska delen av turkarnas rike. Innan förvisningen i maj 1863 förkunnar han under 12 dagar att han är uppenbarare av Guds vilja för den moderna människan. År 1868 lyckades iranska diplomater övertala de turkiska myndigheterna att skeppa Bahá'u'lláh och hans familj till 'Akká, där en övergiven garnison fungerade som fängelse. (Klicka på kartan för att göra den större.)

Bahá’u’lláhs förmodligen allra första religiösa text är en djupt mystisk dikt i sufi-stil vid namn Rashh-i Ama som på engelska fått namnet The Mist of Unknown. Dikten anses ha tillkommit mellan september och december 1852, när han satt fängslad i det underjordiska Siyah-Chal (Svarta Hålet), Irans vid tidpunkten hemskaste fängelse. Det var en förvirrad tonårings mordförsök på shahen sommaren 1852 som hade gett myndigheterna anledning att genomföra en massaker på Bábíerna i Iran. De som inte avrättades fängslades, och bland dem var Bahá'u'lláh, som piskades svårt av soldater innan han fördes bunden och barfota stapplande bakom en häst de 14 kilometerna till fängelsehålan.  Han var en av landets ledande bábíer, men skyddades av att han kom från en av landets tio rikaste och mest inflytelserika familjer. Trots detta upplevde han en fyra månader lång "korsfästelse" i Siyah-Chal.

### Siyah-Chal (Svarta Hålet)
I det underjordiska fängelset i Teheran, där han under fyra månader hela tiden hade någon av två mycket tunga kedjor runt halsen – Qará-Guhar eller Salásil – vilkas massiva tyngd krökte hela hans kropp och medförde kroniska och smärtsamma muskelkramper. Tummarna var hårt sammanbundna bakom ryggarna på fångarna, vilket också orsakade muskelkramper i skulderpartiet och bröstryggen, och som Bahá'u'lláh upplevde som svårare än tyngden av kedjorna. Fångarna fick iskall soppa en gång om dagen, men utan att banden eller kedjorna lossades. Det krävdes ett stort mått av samarbete av de sammankedjade fångarna för att de, några i taget, skulle kunna föra ned sina ansikten mot plåttallrikarna. De gånger någon fånge i kedjelinjen hade avlidit var denna procedur omöjlig att utföra I det kolmörka och iskalla fängelset fick han för första gången en antydan om att han var något mer än en bland tusentals bábíer. En natt hörde Bahá'u'lláh, som han efteråt själv har beskrivit det, från alla håll orden: Vi skall göra dig segerrik genom dig själv och din penna. Sörj icke över det som har vederfarits dig, frukta ej heller ty du är i säkerhet. Inom kort skall Gud uppväcka jordens skatter – människor som skall hjälpa dig genom dig själv och genom ditt namn, varmed Gud har återupplivat hjärtat i sådana som har erkänt honom. 
Medan Bahá'u'lláh satt kedjad i Siyah-Chal och ådrog sig neurologiska skador för livet i nacken och bröstryggen gav Irans kejsare, Násiri'd-Dín Sháh, sin premiärminister, Mirza Aqa Khan, order om att sända trupper till provinsen Nur för att arrestera anhängare till Báb där. Premiärministern – som var bördig från Nur och som hade ett syskonbarn som var gift med Bahá'u'lláhs halvbror Mirza Muhammad-Hasan – försökte skydda Bahá'u'lláhs släktingar i Nur, men misslyckades. Bahá'u'lláhs egen hustru och hans barn slängdes ut ur sitt hem, men lyckades få ett tillfälligt hem hos släktingar i huvudstaden. Vidare konfiskerades Bahá'u'lláhs alla egendomar av shahen. Bahá'u'lláhs hus revs ned till grunden. Till och med premiärministern drog fördel av situationen och överförde några av Bahá'u'lláhs egendomar till sig själv genom att registrera dem i sitt eget namn. Bahá'u'lláhs lyxiga hus i Teheran plundrades och värdefulla möbler, konstverk och släktklenoder fördes bort. Vissa unika föremål av ekonomiskt och/eller känslomässigt stort värde föll i premiärministerns händer. Bland dessa fanns en del av en över tusen år gammal och ovärderlig taflett (mindre skrift) graverad i läder av självaste imam Ali, Muhammeds svärson och efterträdare. Mängder av sällsynta manuskript av kända poeter och kalligrafiska mästerverk stals också. När detta hände hade inte Bahá'u'lláh fällts för något brott av någon domstol.
Fångarna i Siyah-Chal tvingades att äta och sova i sin egen smuts, urin och avföring och dog av sjukdomar så snabbt att myndigheterna inte ens hann avrätta dem. De fängslade bábíerna försökte hjälpa varandra och de andra fångarna i den anda av tjänande som Báb föreskrivit och som nu Bahá, som han ännu kallades, försökte axla trots den feber han ådragit sig genom de infektioner som bitit sig fast efter den tortyr som hade föregått fängslandet. De gav bort sina sovmattor till andra fångar, men tvingades sluta med detta eftersom de fängslade mördade varandra för att komma över sovmattor och andra saker som gjorde livet uthärdligare. Döden var i princip det enda sättet att undkomma Siyah-Chal och varje vecka kom vakterna ned för de tre trapporna för att föra bort någon av Bahá'u'lláhs trosfränder till offentliga avrättningar. På Teherans gator fylldes västerländska observatörer av avsky när de såg bábí-offren skjutas ur kanonpipor, stenas, hackas till döds med yxor och svärd eller ledas till sin död med brinnande stearinljus instuckna i öppna sår i kroppen.  Det var under dessa förhållanden och i väntan på att det nästa dag var hans tur att torteras och avrättas som Bahá'u'lláh upplevde att han såg och kände Guds ljus och kraft inom sig.  Där skrev han också sitt, såvitt känt, allra första verk – Rashh-i Ama (ungefär "Den Okändes Moln").

### Tiden i Bagdad och Sulaymaniyya 1853-1863
Bahá'u'lláh frigavs efter fyra månader och blev i januari 1853 förklarad oskyldig. Trots sin oskuld berövades han all egendom och alla tillhörigheter och landsförvisades på livstid från sitt fädernesland. Den ryske diplomatiske representanten, som kände Bahá'u'lláh personligen och som med avsmak hade följt avrättningarna av bábíerna, med tilltagande motvilja, föreslog att Bahá'u'lláh tillsammans med sin familj kunde få beskydd och en tillflykt i länder som stod under den ryska regerings kontroll. I det rådande klimatet skulle dock detta ha kastat en politisk skugga över hela bábí-tron. Det fanns en stor misstrogenhet i Iran mot den ryska, och även den brittiska, regeringens intentioner. De två stormakterna hade länge och ofta blandat sig i Irans inre angelägenheter.  Kanske var det av den anledningen som Bahá'u'lláh valde att acceptera förvisningen till det angränsande territoriet Irak, som vid den tiden lydde under det osmanska riket. Denna förvisning var början till 40 års exil, fångenskap och bitter förföljelse.  Han tvingades iväg från Iran till Bagdad i Irak, som då tillhörde det Osmanska riket). Han var då svårt sjuk, men även förändrad. Hans äldsta dotter Bahiyyih Khanum har berättat: Vi såg en ny utstrålning som tycktes omge Honom, likt en skinande rustning, vars innebörd vi skulle komma att lära oss flera år senare. 
Väl i Bagdad prioriterade Bahá'u'lláh behoven hos de bábí-flyktingar som samlats i Bagdad. De fysiska behoven var enorma, vissa var så försvagade av svält eller sjukdomar att de kunde falla döda ner på gatan precis som judarna i Warszawaghettot 90 år senare. Spädbarnsdödligheten var skyhög liksom dödligheten hos de födande kvinnorna. Tron befann sig dessutom i en svår andlig kris. Bahá'u'lláh var den ende av de tidigare ledande bábí-ledarna som överlevt massakrerna i Iran. Bábs död och förlusten av de flesta av den unga trons lärare och vägledare hade lämnat de troende skingrade och nedslagna. Hans ansträngningar att samla dem som flytt till Irak retade andra bábíer i Bagdad som haft planer på att ta över samfundet och tillföra det sina idéer. Avund och missämja blev följden.
följde Han den väg som visats av alla de andra Guds Budbärare som gått före Honom och drog sig tillbaka till vildmarken och valde för detta ändamål Kurdistans bergstrakter. Då Han drog sig undan, förklarade Han senare, "övervägdes ingen återvändo". Syftet var "att undvika att bli ett ämne för tvister bland de trogna, en källa dll oroligheter för våra följeslagare". Trots att dessa två år i Kurdistan var en period av intensiv försakelse och fysiska umbäranden, beskriver Bahä'u'lläh dem som en dd av djup lycka, då han allvarligt begmndade det budskap som anförtrotts Honom: "Ensamma samtalade Vi med Vår ande, glömska för världen och allt som finns däri' 
År 1854 drog sig Bahá’u’lláh ensam tillbaka till ödemarkerna och öknen i Sulaymáníyyih-bergen i irakiska Kurdistan. Där tillbringade han två år ensam med Gud och använde namnet Darvish Muhammad-i-Irani.  I Kurdistan finns synkretistiska religiösa läror som Jezidism, som vördar många profeter som Zarathustra, Jesus, Moses, Mani och Muhammed. Bahá'u'lláh återvände till familjen i Bagdad 1856, och han började alltmer missionera om en progressiv religion för Bábí-samfundet där. Gud sänder en budbärare i varje religionsordning, och senare budbärare och religioner skulle inte kunna existera om de tidigare inte hade funnits. Sålunda lägger Zarathustra, Moses och Buddha grunden för Jesus, Moses och Jesus grunden för Muhammed, och alla budbärare eller manifestationer grunden för Den Utvalde, vars ankomst förutsagts av Báb. I sina skrifter hävdar han att han inte alls åstundade att bli någon profet, men att Gud inte gav honom något val. Under tiden i Irak 1856 – 1863 skrev Bahá’u’lláh tre av sina mest centrala verk: Sju Dalar, Förborgade Ord (1858) samt "Visshetens bok" (Kitáb-i-Iqán) (1862).
År 1863 beslutade myndigheterna att ytterligare avlägsna Bahá'u'lláh från hans växande skara av anhängare. Dagarna innan han avreste med sin familj till Turkiet förkunnade Bahá'u'lláh i trädgården Ridván intill floden Tigris i Bagdad att han är Den vars ankomst förutsagts av Báb: Guds utvalde, Den av alla profeter Utlovade, Han som Gud skall Manifestera. Bahá'u'lláh intog i samband med sin proklamation en utpräglat pacifistisk hållning och fördömde skarpt blotta tanken på jihad och "heligt krig"  De flesta bábíer erkände hans anspråk. Ridván är de Baha'i-troendes största högtid sedan dess.

## Babí-tron omformas till Bahá'í

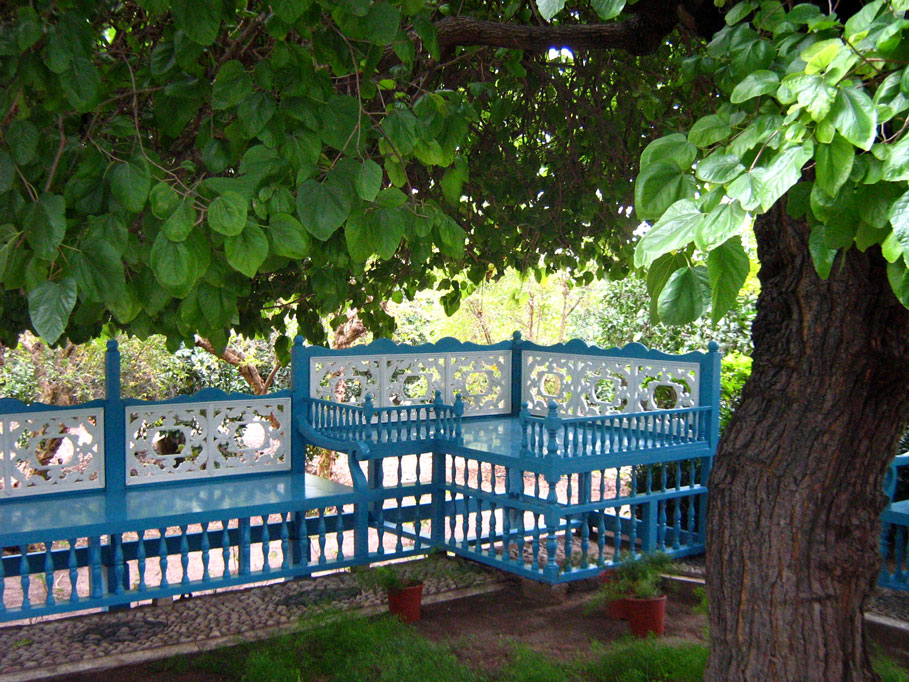
Under de sista åren av sitt liv tilläts Bahá'u'lláh att lämna cellen i 'Akkás kasernområde för att i stället leva i husarrest. Han promenerade då ofta omkring i trädgården Ridván, som finns kvar än idag.

I Konstantinopel och Adrianopel skrev och sände Bahá'u'lláh brev och budskap till jordens representanter (konungar, drottningar, kejsare, presidenter och religiösa ledare) och varnade dem för deras själviskhet och arrogans. Han förespråkade en internationell konferens där de kunde träffas för att grundlägga freden, minska skatter och hjälpa befolkningen, betona kollektiv säkerhet och välfärd. Men de lyssnade inte på hans budskap om fred och rättvisa. Då varnade han dem för fruktansvärda krig och blodiga omvälvningar som skulle komma, om de inte följde denna plan som kunde ge folken deras rättmätiga enhet.
Han började även att i allt högre grad betona nödvändigheten av skapandet av ett världssamhälle. Axplock från Bahá'u'lláhs Skrifter 109:2:
| ” | Alla människor har skapats för att föra vidare en ständigt framåtskridande civilisation. | „ |

I Adrianopel omkring 1865 – 1866 återupptog Bahá'u'lláh sin undervisning och samlade ett stort antal anhängare omkring sig. Han förkunnade öppet sin kallelse och blev hängivet erkänd av flertalet babier, som därefter kallades bahá'íer. Hans ryktbarhet spred sig och människor (politiker, myndighetspersoner, religiösa och lärda, fattiga och rika) från alla bakgrunder sökte hans hjälp. År 1868 blev Bahá'u'lláh och hans närmaste förvisade till den beryktade fängelsestaden `Akká (hebreiskt namn Akko) nära Karmelberget i Palestina (numera en del av tvillingstaden Haifa-Akko vid nordkusten av Israel). Efter några år förflyttades han och hans familj från fängelsecellerna i det inre av staden till kasernbostäderna i utkanten, men de fick fortfarande inte lämna staden. Bahá'u'lláh hade vid något boende utsikt över Karmelberget, och han svor då på att Bábs stoft en dag skulle föras dit och begravas på berget.
Bahá'u'lláhs Heligaste bok är Kitáb-i-Aqdas som skrevs 1873 i `Akká. I den boken beskriver han sina lagar och regler för ett kommande världssamhälle. Han tar upp ämnen som fasta, bön, rättvisa, enhet, begravning, kalender, styresätt, profetior etc. Bahá'u'lláh skisserade även översiktligt på organisationen av ett internationellt Rättvisans Hus, men det var hans son 'Abdu'l-Bahá som planlade detta och en framtida världsfederation mer i detalj.
Trots att bahá'í-tron stipulerar monogami hade Bahá'u'lláh själv tre hustrur samtidigt: Ásíyih, Mahd-i-Ulya och Gawhar. Olika förklaringar till detta har angetts, exempelvis att Bahá'u'lláh skyddade kvinnorna genom ingå äktenskap med dem. Han har emellertid fått barn med alla sina makor.
Bahaullah avled 1892 på en mindre herrgård, Bahjí, som hans son 'Abdu'l-Bahá hade lyckats hyra billigt utanför `Akká. Han var 74 år gammal, och slapp således fångenskapen inne i `Akká under sina sista år i livet. Hans rykte som profet och helig man var nu grundmurat i hela området, och han fick årligen tusentals besökare, även långväga ifrån, men hans son 'Abdu'l-Bahá fick ta emot dem nästan alla i faderns ställe. 
Under fyrtio år av fångenskap och landsförvisning hade han skrivit över hundra böcker på persiska och arabiska. Dessutom skrev han tusentals brev och svarade på alla frågor från de troende i Iran och Irak. Många av böckerna och skrifterna reciterade han snabbt för en av sina döttrar, som fick skriva för brinnande livet när Gud talade genom hennes far. I nästan alla Bahá'u'lláhs böcker och texter talar Gud till människan, och Bahá'u'lláh använde därför pronomet "Vi", och ibland och mer sällan "Jag". Detta har ibland misstolkats som att Bahá'u'lláh ansåg att han själv var Gud.
En del bahá'íer, men långt ifrån alla, anser att Bahá'u'lláh uppfyller alla sina föregångares profetior om "den som skall komma i tidens ände": 
- Hinduismens
  - "Krishnas återkomst",
  - "Den Tionde Avataren",
  - "Den Störste Anden"
- Abrahamitiska religioner
  - "Den andre Noa (ark-byggaren)
- Judendomens
  - "Härskarornas Herre",
  - "Fridsfursten"
- Zoroastrianismens
  - "Shah Bahram",
  - "Världsfrälsaren"
- Buddhismens
  - "Den Femte Buddha", "Maitreya",
  - "den Universella Enhetens (sammanslutningens) Buddha"
- Kristendomens
  - "Fridsfursten"
  - "Kristi återkomst" i "Faderns Härlighet",
  - "Herrens Härlighet",
  - "Sanningens Ande", "Hjälparen"
- Islams
  - "Den Stora Kungörelsen",
  - Återkomsten av "Imam Husayn"
- Babismens
  - Den som Gud skall uppenbara

## Frågan om bildpublicering
Det finns två kända fotografier av Bahá'u'lláh, samt några skisser och teckningar. Fotografiet i denna artikel är från omkring 1864, då Bahá'u'lláh var strax under 50 år, märkt av tortyr, fängelsevistelser och genomgångna sjukdomar och mordförsök. Båda fotografierna finns vid Bahá'ís Världscentrum i Haifa, och ett av dem finns utställt i Internationella Arkivet, där de troende kan beskåda det som en del i sin pilgrimsfärd.  
För flertalet troende anses det vara stötande att se fotografier eller avbildningar av Bahá'u'lláh publicerade offentligt, eller ens skylta med sådana i sina egna hem.  
Fotot har reproducerats i William Millers bok om bahá'í-tron, och på så vis kommit ut i offentligheten. Olika bahá'í-institutioner har ombett massmedia att inte publicera bilder på Bahá'u'lláh i media. Diskussionen har återkommit i samband med att bilden spridits på Internet och använts på nedvärderande sätt, till exempel med sexuella anspelningar. 
Bilden är inte i sig själv anstötlig för Baha'i-troende. Likväl förväntas de troende behandla bilder av religiösa personligheter såsom Zarathustra, Moses, Jesus, Muhammed, Báb och Bahá'u'lláh med yttersta vördnad. I enlighet med denna sedvänja undviker de att ha avbildningar av även Jesus eller Muhammed hemma, och avstår dessutom från föreställa någon av dem i teaterstycken och dramatiseringar. 
Kopior av fotografierna på Bahá'u'lláh visas vid ytterst betydelsefulla tillfällen, som till exempel under sex olika konferenser som hölls i oktober 1967 till åminnelse av hundraårsdagen av Bahá'u'lláh's Suriy-i-Mulúk (Breven till kungarna), där Bahá'u'lláh för första gången uppmanar världens andliga och världsliga ledare att nedrusta, knyta vänskapsband, förbättra villkoren för de fattiga och satsa på vetenskaplig och kulturell utveckling i stället för vapen. Vid liknande, mycket betydelsefulla sammankomster, kan det tillåtas att fotografierna tillfälligt flyttas från Haifa (Messages of The Universal House of Justice 1963 to 1986, p. 105.).
Bahá'í-lärans officiella inställningen när det gäller att visa upp fotografiet på Bahá'u'lláh är följande:
"Det finns ingen invändning mot att de troende tittar på bilden av Bahá'u'lláh, men de ska göra detta med den yttersta vördnad, och får ej tillåta att den exponeras öppet för allmänheten, inte ens i deras egna hem." (Från ett brev skrivet på uppdrag av Shoghi Effendi till en enskild troende, 6 december 1939). Det råder således inget totalförbud mot bilder av religionsgrundaren.
Vad gäller en publicering som förekommit på en annan sajt än Wikipedia har Universella Rättvisans Hus skrivit:
| ” | För de Baha'i-troende är fotografiet på Bahá'u'lláh är mycket dyrbart och det ska inte bara beskådas utan även behandlas med vederbörlig vördnad och respekt, vilket inte är frågan här. Således är det synnerligen störande att bilden av Bahá'u'lláh behandlats på ett sådant respektlöst sätt. Likväl, eftersom som skaparen av sajten inte är en bahá'í, finns det föga, såvitt något, som kan göras för att åtgärda denna fråga. Vi hoppas dessa kommentarer har varit till hjälp. (Office for Public Information, den 4 september 1999, "Photo of Bahá'u'lláh on Web Site"). | „ |

## Hustrur och barn

### Grenar och löv
Hans religiösa namn Bahá'u'lláh betyder Guds strålglans/återsken/ärorikhet/praktfullhet, men översätts i svenskan till Guds härlighet. Från 1850-talet och framåt kallades han oftast helt kort för Bahá. Det finns inga egentliga belägg för de många olika påståenden som finns kring ursprunget till smeknamnet/titeln. En annan titel är Sadratu'l-Muntahá, vilket kommer från Koranen 53:14: vid lotusträdet [nära] den yttersta gränsen. Trädet som man inte kan passera och gå förbi. Koranens 53:e sura börjar med att fastslå (om profeten Muhammed) att "er landsman har inte gått vilse och är inte alls besatt, och han talar inte av egen drift – nej det är uppenbarelsens ord." Texten fortsätter: "Så uppenbarade [Gud] det Han ville uppenbara för Sin tjänare (...) Ja, han såg honom ännu en gång vid lotusträdet [nära] den yttersta gränsen."  Bakom den gränsen, det trädet, finns tillvarons djupaste gåtor, universums sanna, egentliga natur, något som Gud inte ens avslöjar för sina sändebud och profeter. Bahá'u'lláh identifierade sig således med trädet och gav alla sina ättlingar titlar som åsyftar delar av trädet (Aghsán, som är arabiska för Grenar). Sin äldste son ‘Abbás Effendí ('Abdu'l-Bahá, 1844 - 1921)  skänkte han titeln Ghuṣn-i-A`ẓam, Den allra mäktigaste grenen, Muhammad Ali (1853-1937) Ghuṣn-i-Akbar, Den större grenen, sonen Mihdí (född 1848), som förolyckades 1870 i fängelsestaden i Akka Ghuṣn-i-Athar eller Den renaste grenen. .
Kvinnorna fick titlar som utgår från trädens löv (Varaqat). Hans första hustru Ásiyih (1820-1886), som han kallade Navváb, och som han gifte sig med 1830 när hon var 15 och han var 18 och som födde honom sju barn varav tre nådde vuxen ålder: ('Abdu'l-Bahá, Bahíyyih och Mihdí) titulerades Det mest upphöjda lövet  Hennes och Bahá'u'lláhs äldsta dotter Fatimih eller Bahíyyih (1846-1932), en kvinna som välsignades med ett långt liv och som var ett stort stöd för fadern Bahá'u'lláh, brodern 'Abdu'l-Bahá och broderns dotterson Shoghi Effendi (1897 – 1957), titulerades Det största heliga lövet. Hon var mycket älskad av sin far, och ses inom bahá'í-rörelsen som en av de största kvinnor som någonsin levt. Med tanke på att hon var den sammanhållande kraften under de tre första ledarnas tid vid rodret, så kan hon mycket väl värderas så av jordens befolkning om bahá'í växer till en mycket stor religion i framtiden.

### Övriga hustrur och barn
Bahá'u'lláhs andra hustru Mahd-i-'Ulya (1828-1904) var änka och helkusin till honom. De gifte sig 1849 i Teheran, och hon följde resten av familjen i förvisningarna till Bagdad, Anatolien och Akko. Hon sades ha varit väldigt avundsjuk på förstahustrun Navváb och ha hyst stor fiendskap mot `Abdu'l-Baha Hon födde sex barn, varav fyra överlevde till vuxen ålder: dottern Samadiyyih (1855-1904), sonen Muhammad-Ali (1853-1937), båda födda i Bagdad, och sonen Díyá'u'lláh/Zíyá'u'lláh (1864-1898), född i Adrianopel, dagens Edirne. Samtliga dessa förklarades som förbundsbrytare en bit in på 1900-talet, även Díyá'u'lláh trots att denne avled redan innan 'Abdúl-Bahás ledarskap hade börjat attackeras mer intensivt och uppseendeväckande. Det fjärde barnet var sonen Badi'u'lláh (1867-1950), född i Edirne och död i Israel. Badi'u'lláh stödde först sin helbror Muhammad Alis ifrågasättande av `Abdu'l-Baha totala auktoritet som Förbundets centrum. Han förkastade dock Muhammad Ali 1903 och vittnade om att i stort sett alla anklagelser mot 'Abdu'l-Bahá och påståenden om vad denne gjort och sagt (bland annat att han skulle vara en gudsmanifestation precis som fadern Bahá'u'lláh, Báb, Muhammed, Jesus och Moses) var grundlösa, påhittade och fabricerade. Han förklarade sin lojalalitet till och respekt för `Abdu'l-Baha som bahá'í-rörelsens sanne och rättmätige ledare och cirkulerade ett öppet brev som kritiserarade och avslöjade Muhammed-Ali. Brevet är känt som Badi'u'lláhs epistel.
Bahá'u'lláhs tredje hustru var Gawhar, född i Kashan i en bábí-troende familj. Hon kan ha varit tjänstekvinna i Navvábs hushåll och anses ha varit född mellan 1820 och 1830 och ha avlidit en bit in på 1900-talet.. Hon gifte sig med Bahá'u'lláh i Bagdad omkring 1862. Till skillnad från de övriga följde hon inte med Bahá'u'lláh när denne förvisades till Istanbul 1863. I Bagdad födde hon dottern Furughiyyih, som i vuxen ålder gifte sig med en svåger till Báb. Gawhar omlokaliserades med övriga bábíer från Bagdad till Mosul omkring 1864, och där fick hon så småningom sällskap av sin bror, och när Bahá'u'lláh hade förts till Akka kämpade de för att få komma dit, vilket skedde 1870. Gawhar,  dottern Furughiyyih och dennas make förklarades senare alla vara förbundsbrytare, och uteslöts ut bahá'í-tron.

## Böcker av Bahá'u'lláh av vilka ett antal översatts till svenska från engelska
- The Four Valleys (1857 version)
- Förborgade Ord arabisk del och persisk del (1857)
- Gems of Divine Mysteries (ca 1859)
- Sju dalar (1860 version)
- Visshetens bok (ca 1862)
- Summons of the Lord of Hosts (ca 1868)
- Tabernacle of Unity (ca 1870)
- Kitáb-i-Aqdas /Den heligaste boken (Färdigställd 1873)
- Tafletter uppenbarade av Bahá'u'lláh efter Kitáb-i-Aqdas (skrivna fram till 1891-92)
- Epistle to the Son of the Wolf (ca 1890)
- Axplock från Bahá'u'lláhs Skrifter (sammanställning av Bahá'u'lláhs skriftliga produktion utförd av Shoghi Effendi.)  1853 till 1892)

### Några av Bahá'u'lláhs tafletter
- Rashh-i-Ama
- Lawh-i-Kullu'-Ta'am
- Qasidiy-i-Varqa'iyyih
- Sahifiy-i-Shattiyyih
- Chahar Vadi
- Kalimat-i-Maknunih
- Haft Vadi
- Hurufat-i-Alin
- Javahiru'I-Asrar
- Lawh-i-Ayiy-i-Nur
- Lawh-i-Fitnih
- Lawh-i-Huriyyih
- Madinatu'r-Rida
- Madinatu't-Tawhid
- Shikkar-Shikan-Shavand
- Suriy-i-Nush
- Suriy-i-Qadir
- Asl-i-Kullu'I-Khayr...